# Park Assist
Park Assist (pol. asystent parkowania) – system wspomagający parkowanie samochodów (zazwyczaj równoległe, chociaż czasami także prostopadłe). Jego włączenie możliwe jest wyłącznie przy niskiej prędkości (zwykle ok. 30 km/h). Po uaktywnieniu, skanuje on przestrzeń z boku pojazdu wyszukując wystarczająco dużą lukę parkingową. Po jej znalezieniu, system informuje o tym kierowcę, a po zaakceptowaniu przez niego miejsca, samochód oblicza idealną drogę do przeprowadzenia manewru. Zadaniem kierowcy jest włączenie wstecznego biegu i kontrola prędkości, podczas gdy system przejmuje kontrolę nad układem kierowniczym. Asystent parkowania może być także wspomagany układem kamer 360°.
Większość asystentów parkowania potrzebuje więcej miejsca do wykonania manewru niż doświadczony kierowca.